# Emly
Emly (in irlandese Imleach Iubhair) è una località della Repubblica d'Irlanda. Fa parte della contea di South Tipperary, nella provincia di Munster.